# Joseph-Alfred Archambeault

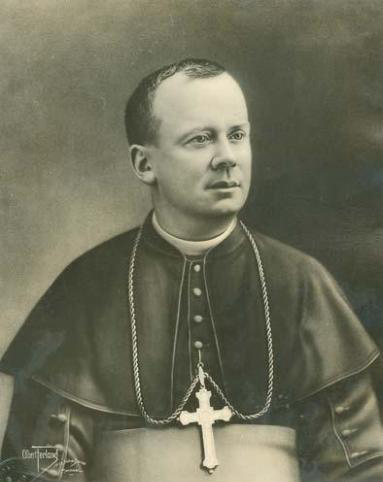
Joseph-Alfred Archambeault

Joseph-Alfred Archambeault (* 23. Mai 1859 in L’Assomption, Niederkanada; † 25. April 1913 in Saint-Thomas, Joliette, Québec, Kanada) war ein kanadischer römisch-katholischer Geistlicher.

## Leben
Joseph-Alfred Archambeault wurde 1859 in L’Assomption geboren. Sein Vater war der Politiker Louis Archambeault, seine Mutter Marguerite-Élisabeth Dugal. Sein Bruder war Horace Archambeault. Joseph wurde auf den Namen Joseph-Hector-Alfred Archambeault getauft.
Archambeault schloss von 1870 bis 1877 sein Studium der klassischen Altertumswissenschaften am Collège de L’Assomption ab und studierte anschließend am Grand Séminaire de Montréal. Am 29. Juni 1882 weihte Édouard-Charles Fabre, Bischof von Montréal, ihn zum Priester für seine Diözese und schickte ihn an das Päpstliche Französische Priesterseminar nach Rom, um in Theologie und Kirchenrecht zu promovieren.
1885 kehrte er nach Kanada zurück und lehrte bis 1888 Philosophie am Collège de L’Assomption. 1888 zog er nach Montreal, um Vizekanzler von Erzbischof Édouard-Charles Fabre zu werden. 1892 wurde er zum Kanzler befördert. 1888 begann er Naturrecht an der Université Laval zu lehren, deren Rektor er von 1902 bis 1904 war.
Von 1891 bis 1904 war er außerdem kirchlicher Vorgesetzter der Sisters of Providence. 1891 wurde er Kanoniker. 1896 wurde er von Fabre zum Vertreter seiner Interessen in Rom ernannt und 1902 zum Protonotar des Apostolischen Ordens.

### Bischof
Papst Pius X. ernannte ihn am 27. Juni 1904 zum ersten Bischof der neu gegründeten Diözese Joliette. Paul Bruchési, Erzbischof von Montréal, weihte ihn am 24. August 1904 zum Bischof. Mitkonsekratoren waren Paul-Stanislas La Rocque, Bischof von Sherbrooke, und Joseph-Médard Émard, Bischof von Valleyfield. Er restaurierte die Kathedrale von Joliette. Er verlangte von Priesteramtskandidaten ein dreijähriges Studium am Grand Séminaire und gründete das Collège Joliette sowie Grundschulen und ein Prüfungskomitee für Lehrer. Er unterstützte die Abstinenzbewegung und veröffentlichte 1906 einen Hirtenbrief zu ihrer Unterstützung. Außerdem führte er eine Kampagne gegen Veranstaltungen und Shows in Joliette, die er für unmoralisch hielt. Im Jahr 1911 veröffentlichte ein Arzt namens Albert Laurendeau ein Buch, in dem er den Widerstand der katholischen Kirche gegen die Evolutionstheorie kritisierte. Archambeault veröffentlichte 1912 ein Rundschreiben gegen das Buch, forderte alle Gemeinden auf, es laut zu verlesen, und drohte Laurendeau mit der Exkommunikation, falls er das Buch nicht widerrief. Im damaligen Quebec hätte dies den gesellschaftlichen Tod bedeutet. Laurendeau erklärte sich in einem Brief bereit, seine Aussage zu widerrufen, den Archambeault jedoch gegen seinen Willen veröffentlichte.
Er war Sekretär des ersten Treffens kanadischer Prälaten und veröffentlichte auf dem Internationalen Eucharistischen Kongress 1910 in Montreal einen Hirtenbrief über die Eucharistie.
Archambeaults Gesundheitszustand verschlechterte sich nach dem Kongress in Montreal. Er verschob auch eine Reise nach Rom. Er nahm am Eucharistischen Kongress in Wien teil und besuchte 1912 Freunde in Rom und Paris. Archambeault starb am 25. April 1913 in Saint-Thomas, Quebec an einer Gehirnblutung. Er wurde in der Krypta der Kathedrale von Joliette bestattet.